# Каролини, Рубен Дарио
Рубен Дарио Каролини (исп. Rubén Darío Carolini, 29 апреля 1944, Онкативо, Кордова — 9 сентября 2023, Чиполлетти, Рио-Негро) — аргентинский палеонтолог. Он был первооткрывателем гиганотозавра.
Каролини родился в Онкативо, провинция Кордова, 29 апреля 1944 года, где и жил в детстве и юности. В конце 1960-х годов он начал работать механиком на строительной площадке плотины Эль-Чокон в Неукене, а затем продолжил работу в Hidronor SA, государственной компании, которая управляла гидроэлектростанцией этой плотины.
Параллельно с работой механиком он как любитель посвятил себя поиску окаменелостей на меловых участках вокруг Чокона, постоянно контактируя с местными палеонтологами, в основном из Университета Комауэ и музея Пласа-Уинкул. Он сделал несколько открытий очень важных ископаемых останков, среди которых выделяется динозавр-теропод-кархародонтозавр Giganotosaurus, найденный в 1993 году. Каролини был одним из главных инициаторов создания Палеонтологического музея Эрнесто Бахмана в Вилла-Эль-Чокон, Неукен, и был его директором с момента его основания в 1995 году до 2008 года. Он умер в Чиполлетти провинции Рио-Негро, 9 сентября 2023 года в возрасте 79 лет.